# Кравченко Володимир Васильович
Кра́вченко Володи́мир Васи́льович (нар.11 липня 1957, м. Кам'янець-Подільський Хмельницької області) — український історик та історіограф, доктор історичних наук, професор, з 2012 року директор Канадського інституту українських студій, професор департаменту історії та класичних наук Альбертського університету.

## Життєпис
Володимир Кравченко народився 11 липня 1957 року в м. Кам'янець-Подільський на Хмельниччині.
1980 року закінчив історичний факультет ХДУ ім. О. М. Горького. По тому в 1980—1981 роках працював учителем Дергачівської середньої школи № 1, а протягом 1981—1984 років навчався в аспірантурі історичного факультету Харківського державного університету ім. О. М. Горького.
У 1986 р. захистив кандидатську дисертацію «Д. І. Багалій і його внесок у вивчення вітчизняної історії».
Протягом 1984—1992 років працював викладачем, старшим викладачем та доцентом на історичному факультеті ХДУ ім. О. М. Горького.
У 1992—1994 роках обіймав посаду завідувача загальноуніверситетської кафедри українознавства, а в наступні два роки працював на науковій роботі в університеті.
У 1996—1999 роках був на посаді професора кафедри історії України історичного факультету Харківського державного університету ім. О. М. Горького.
1997 року він успішно захистив докторську дисертацію «Українська історіографія епохи національного Відродження (друга пол. XVIII — середина XIX ст.)».
З 1999 року, після відновлення загальноуніверситетської (з 2002 р. у складі філософського факультету) кафедри українознавства Харківського національного університету імені В. Н. Каразіна, Володимир Кравченко був завідувачем цієї кафедри до осені 2012 року. У 1999–2001 роках – завідувач кафедри історії України та музеєзнавства Харківської державної академії культури.
Викладав на літніх школах Гарвардського, Варшавського університетів, Європейського університету в Санкт-Петербурзі, а також у Національному університеті «Києво-Могилянська академія».
Проходив стажування в Гарвардському, Альбертському, Гельсинському університетах. Брав участь у численних наукових проектах та конференціях в Італії, Канаді, Литві, Південній Кореї, Польщі, Росії, США, Угорщині, Фінляндії, Японії та інших країнах.

### Громадська робота
З 2000 по 2012 рр. очолював наукову громадську організацію «Східний інститут українознавства імені Ковальських», афілійовану з Канадським інститутом українських студій.
З 2008  по 2012 р.р. — президент наукової громадської організації «Міжнародна Асоціація Гуманітаріїв», що об'єднує понад 80 докторів наук з України, Білорусі, Польщі, Росії, США та Естонії.
Володимир Кравченко є головним редактором («Схід-Захід: історико-культурологічний збірник») та членом редакційних комісій низки наукових видань («Україна модерна», «Український гуманітарний огляд», «Наукові записки Києво-Могилянської академії», «Harvard Ukrainian Studies»).

### Науковий доробок
В. Кравченко є автором понад 150 наукових публікацій, в тому числі 5 монографій. Під його керівництвом захистились 10 кандидатів і 2 доктори наук.
- Кравченко В. В. Д. И. Багалей и его вклад в изучение отечественной истории. — Х., 1990.
- Кравченко В. В. «Поема вольного народу» («Історія Русів» та її місце в українській історіографії).— X., 1996.
- Кравченко В. В. Нариси з української історіографії епохи національного Відродження (друга половина XVIII — середина XIX ст.). — X., 1996.
- Вибрані праці Д. І. Багалія: В 6 т. — Х., 1999—2008 (головний редактор і упорядник).
- Кравченко В. В. Харківський університет у першій половині XIX століття // Харківський національний університет імені В. Н. Каразіна за 200 років.— X., 2004. — С. 6—124.
- Кравченко В. В. Харьков/Харків: столица Пограничья. — Вильнюс, 2010.
- Кравченко В. В. Україна, Імперія, Росія (вибрані статті з модерної історії та історіографії). — К., 2011.

### Нагороди
- Нагрудний знак Міністерства освіти і науки України «Відмінник освіти України»
- Нагрудний знак Міністерства освіти і науки України «Петро Могила» (2004 р.)
- Переможець конкурсу «Вища школа Харківщини — найкращі імена» (2000 р.)
- Лауреат Премії імені Соломії Павличко Американської ради наукових товариств (2010 р.)